# Save Me from Myself (album)
Cet article concerne l'album de Brian Phillip « Head » Welch. Pour la chanson de Christina Aguilera, voir Save Me from Myself.

Save Me From Myself est le premier album solo de Brian Phillip « Head » Welch sorti en 2008.

## Liste des chansons
1. L.O.V.E - 6:30
2. Flush - 4:26
3. Loyalty - 5:06
4. Re-Bel - 5:40
5. Home - 6:52
6. Save Me From Myself - 5:44
7. Die Religion Die - 5:34
8. Adonai - 5:20
9. Money - 4:43
10. Shake - 4:48
11. Washed By Blood - 9:34